# Gerontoplast
Gerontoplasten (von altgriechisch γέρον géron, deutsch ‚Greis‘ und altgriechisch πλαστός plastós, deutsch ‚geformt‘) sind die Plastiden des Herbstlaubes. Sie sind für die Gelbfärbung der Laubblätter im Herbst verantwortlich.  
Sie entstehen im Gegensatz zu den Chromoplasten ausschließlich aus dem Abbau des grünen Chlorophylls in den Chloroplasten. Des Weiteren unterscheiden sie sich von den Chromoplasten dadurch, dass es bei ihnen keine Neusynthese von Carotinoiden sowie keine Zellteilung gibt. Sowohl Chromoplasten als auch Gerontoplasten können sich wieder zu Chloroplasten entwickeln.
Der Übergang vom Chloroplasten zum Gerontoplasten wird durch das eisenhaltige Oxygenase-Enzym Pheide a oxygenase (PaO) ausgelöst.
Dieses Enzym kommt nur in Gerontoplasten vor. Ein Gerontoplast ist kleiner als ein Chloroplast. Während des Übergangs gehen viele Thylakoide und Teilchen im Stroma verloren, jedoch nehmen die Plastoglobuli sowohl in Anzahl als auch in Dichte zu. Die Membran der Gerontoplasten bleibt intakt.